# Double Springs
Double Springs és una població dels Estats Units a l'estat d'Alabama. Segons el cens del 2000 tenia 1.003 habitants.

## Demografia
Segons el cens del 2000, Double Springs tenia 1.003 habitants, 426 habitatges, i 276 famílies. La densitat de població era de 100,3 habitants per km².
Dels 426 habitatges en un 30,3% hi vivien nens de menys de 18 anys, en un 48,6% hi vivien parelles casades, en un 12,7% dones solteres, i en un 35% no eren unitats familiars. En el 33,6% dels habitatges hi vivien persones soles el 16,9% de les quals corresponia a persones de 65 anys o més que vivien soles. El nombre mitjà de persones vivint en cada habitatge era de 2,18 i el nombre mitjà de persones que vivien en cada família era de 2,75.
Per edats la població es repartia de la següent manera: un 21,3% tenia menys de 18 anys, un 8,9% entre 18 i 24, un 28,3% entre 25 i 44, un 22,9% de 45 a 60 i un 18,5% 65 anys o més.
L'edat mediana era de 39 anys. Per cada 100 dones hi havia 93,6 homes. Per cada 100 dones de 18 o més anys hi havia 95,8 homes.
La renda mediana per habitatge era de 25.865 $ i la renda mediana per família de 29.615 $. Els homes tenien una renda mediana de 25.667 $ mentre que les dones 20.625 $. La renda per capita de la població era de 15.122 $. Aproximadament el 16,8% de les famílies i el 20,3% de la població estaven per davall del llindar de pobresa.

## Poblacions properes
El següent diagrama mostra les poblacions més properes.